# Скшинкі (Остшешовський повіт)
Скшинкі (пол. Skrzynki) — село в Польщі, у гміні Ґрабув-над-Просною Остшешовського повіту Великопольського воєводства. Населення — 504 особи (2011).
У 1975-1998 роках село належало до Каліського воєводства.

## Демографія
Демографічна структура станом на 31 березня 2011 року:
|          | Загалом | Допрацездатний вік | Працездатний вік | Постпрацездатний вік |
| -------- | ------- | ------------------ | ---------------- | -------------------- |
| Чоловіки | 241     | 55                 | 163              | 23                   |
| Жінки    | 263     | 49                 | 150              | 64                   |
| Разом    | 504     | 104                | 313              | 87                   |